# Edzard Visser
Edzard Visser (* 15. März 1954 in Hage) ist ein deutscher Altphilologe und Gymnasiallehrer.

## Leben
Edzard Visser wurde in Ostfriesland geboren; seine Familie stammt von der Insel Norderney. Nach dem Abitur studierte Visser Klassische Philologie, Alte Geschichte und Philosophie an den Universitäten Würzburg, Cincinnati, Mainz und Basel. An der Universität Basel arbeitete er nach dem Examen drei Jahre lang als Wissenschaftlicher Mitarbeiter. Anschließend absolvierte er in Speyer das Referendariat und arbeitete ab 1987 als Gymnasiallehrer, zunächst am Werner-Heisenberg-Gymnasium Neuwied, ab 1988 am Görres-Gymnasium in Koblenz. Neben seiner Unterrichtstätigkeit übernahm Visser die Referendarsausbildung in den Alten Sprachen am Studienseminar in Koblenz.
2001 wurde Visser Schulleiter des Görres-Gymnasiums. In dieser Funktion gestaltete er die Schule zu einem mathematisch-naturwissenschaftlichen Exzellenz-Cluster um (MINT-EC-Schule), vermittelte ihre Mitgliedschaft im Schulbund Jugend debattiert, und machte sie zur Pilotschule im Projekt Latein plus, in dessen Rahmen Latein und Englisch parallel ab der 5. Klasse unterrichtet werden. 2007 wechselte Visser als Referent an das Pädagogische Zentrum in Bad Kreuznach, wo er die Kompetenzorientierung für die rheinland-pfälzischen Rahmenpläne im Bereich der Alten Sprachen ausgestaltete. Vom 4. November 2008 bis zum Ende des Schuljahres 2017/18 war Visser Schulleiter des Megina-Gymnasiums Mayen.
Neben seinem schulischen Engagement ist Visser weiterhin mit der Universität Basel verbunden, an der er 1986 promoviert (Gutachter waren Joachim Latacz und Arbogast Schmitt, Korreferent Josef Delz) und 1996 habilitiert wurde. Er hält als Professor mit Lehrauftrag Vorlesungen, Seminare und Übungen an der Universität ab. Sein Forschungsschwerpunkt ist seit der Promotion besonders die Ilias, der er mehrere Monografien und Aufsätze widmete. Daneben beschäftigt er sich mit der pädagogischen Dimension des Lateinunterrichts. Visser war und ist in mehreren Vereinen und Arbeitsgruppen engagiert; er war unter anderem Vorstandsmitglied des Rheinland-Pfälzischen Altphilologenverbandes.

## Schriften (Auswahl)
- Homerische Versifikationstechnik: Versuch einer Rekonstruktion, Lang, Frankfurt am Main/Bern/New York 1987. ISBN 3-8204-9585-1  (= Dissertation).
- Das Lateinische als Schlüssel zum Verständnis der politischen und geistesgeschichtlichen Entwicklung Europas: Dargestellt an ausgewählten Texten von der Antike bis zur Gegenwart, Bad Kreuznach 1995.
- Homers Katalog der Schiffe, Teubner, Stuttgart/Leipzig 1997. ISBN 3-519-07442-7. (= Habilitationsschrift)